# 花の声優界! スター☆ボウリング
花の声優界! スター☆ボウリング（はなのせいゆうかい スターボウリング）は、CSのアニメ専門チャンネルAT-Xで放送されたバラエティ番組。

## 概要
青二プロダクションやアーツビジョンなどの各声優事務所から男女それぞれ1名ずつの声優がチームを組んで出場し、ボウリング対決を行う。最下位となったチームには罰ゲームが待っている。
司会はヴィムス所属の森久保祥太郎、アシスタントは同所属の松本彩乃（現・新名彩乃）が務めていた。

## 第1弾
プロダクション対抗ゲキ投SP
2005年8月14日に放送（再放送あり）。

### 出場者
- 青二プロダクション
  - 森田成一、金田朋子
- アーツビジョン
  - 鳥海浩輔、佐久間紅美
- 賢プロダクション
  - 谷山紀章、生天目仁美
- ぷろだくしょんバオバブ
  - 水島大宙、門脇舞
- ゲスト：草尾毅

## 第2弾
新春から吠えて笑って大暴投SP
2006年1月1日に放送（再放送あり）。

### 出場者
- アイムエンタープライズ
  - 鈴木達央、高橋美佳子
- マウスプロモーション
  - 岸祐二、氷上恭子
- 元氣プロジェクト
  - 泰勇気、小島めぐみ
- シグマ・セブン
  - 保村真、福圓美里
- ゲスト：神奈延年、金田朋子

## 第3弾
人生投げずに玉投げて。みなさまのおかげサマーですSP
2007年8月19日放送（再放送あり）。

### 出場者
- 俳協
  - 浪川大輔、仙台エリ
- アクセント
  - 成田剣、葉月絵理乃
- 81プロデュース
  - 羽多野渉、清水愛
- ビーボ
  - 近藤隆、新谷良子
- ゲスト：堀内賢雄、若本規夫

## 第4弾
天下分け目の春の陣! 富士山が境目です SP
2008年3月23日に放送（再放送あり）。これまでのプロダクション別から、出身地別の東西対抗形式に改められた。

### 出場者
- 東軍
  - 伊藤健太郎
  - 吉野裕行
  - 松風雅也
  - 小清水亜美
  - 福井裕佳梨
- 西軍
  - 石川英郎
  - 遊佐浩二
  - 中村悠一
  - こやまきみこ
  - 白石涼子
- ゲスト：千葉進歩、若本規夫

## DVDソフト
いずれもDVDソフト化されており、映像特典として収録風景や最下位チームの罰ゲームが収録されている。